# Parti républicain mongol
Le Parti républicain mongol (Bügd Nairamdakh Nam) est un parti politique de Mongolie dirigé par l'ancien député et ministre Bazarsad Jargalsaikhan, l'une des plus grandes fortunes du pays,.